# Émile Brelay
Pour les articles homonymes, voir Brelay.
Pierre-Eugène-Émile Brelay est un homme politique français né le 7 décembre 1817 à Puyravault (Charente-Maritime) et décédé le 15 octobre 1889 à Paris.

## Biographie
Négociant en tissus, il est un opposant à la monarchie de Juillet et au Second Empire. Adjoint au maire du 2e arrondissement de Paris en 1871, il est député de la Seine de 1871 à 1889, siégeant à l'Union républicaine. Il fut l'un des 363 qui refusent la confiance au gouvernement de Broglie, le 16 mai 1877. Il est administration du comptoir industriel.

## Sources
- « Émile Brelay », dans Adolphe Robert et Gaston Cougny, Dictionnaire des parlementaires français, Edgar Bourloton, 1889-1891 [détail de l’édition]